# 프랜시스 파머

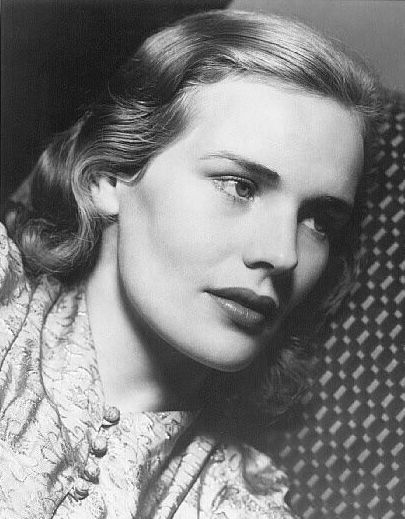

프랜시스 파머(Frances Farmer, 1913년 9월 19일 ~ 1970년 8월 1일)는 미국의 영화배우, 연극 배우, 텔레비전 배우이다.
시애틀에서 태어났으며 인디애나폴리스에서 식도암으로 사망하였다. 인디애나주에 매장되었다.

## 영화
- 익스큐시브 (1937년)
- 뉴욕의 토스트 (1937년)
- 리듬 온 더 레인지 (1936년)
- 컴 앤 겟 잇 (1936년)

## 같이 보기
- 넬리 블라이